# خربة أم الشقف
خربة أم الشقف او دير المحيسن هي إحدى القرى المهجرة التي كانت تابعة لبلدة دورا في محافظة الخليل، وتقع ضمن الأراضي التي كانت جزءًا من منطقة 1948. بنيت الخربة على أنقاض آثار قديمة.
تحدها من الشمال أراضي بلدة الدوايمة، ومن الجنوب وادي البطم وخربة بنية، ومن الشرق خربة عيطون، ومن الغرب خربة اللويبدة. ترتفع الخربة عن سطح البحر بحوالي 350 مترًا، وتتميز أراضيها بالخصوبة حيث تزرع فيها مختلف المحاصيل الزراعية والأشجار المثمرة.

## التاريخ
تقع قرية أم الشقف في غرب مدينة دورا بمحافظة الخليل، وتعد إحدى القرى المهجرة التي احتلت في عام 1948. وكانت القرية احد البلدان الرومانية البيزنطية و تشتهر القرية بوجود العديد من المناطق الأثرية والمغارات التي تعود للعهد الكنعاني، إضافة إلى آثار وآبار تاريخية تعود لحقب زمنية قديمة تشمل الكنعانيين والرومان .
في فترة الانتداب البريطاني على فلسطين، كان 95% من سكان قرى دورا الغربية غير قادرين على القراءة والكتابة.
بعد أن أتم احد سكان القرية ويدعى محمود تعليمه، بدأ بتعليم الأطفال القراءة والكتابة، إضافة إلى التربية الإسلامية والحساب، مستخدماً كتاباً مخصصاً لذلك. كان يقبل الأطفال من أم الشقف ومن القرى المجاورة التي لم تكن تحتوي على مدارس، لتلقي التعليم على يديه. العديد من الأطفال الذين درسوا على يديه حصلوا على وظائف في الجيش الأردني أو في وظائف أخرى.تذكر بعض الروايات أن ضابطاً من الجيش البريطاني زار القرية أثناء مداهمات وفتش أحد المنازل، فسأله عن عمله، فأجاب بأنه يعلم الأطفال القراءة والكتابة. عندها قال الضابط الإنجليزي: "هذا الرجل بألف رجل منكم."
أما عن العمليات العسكرية واحتلال القرية، فقد نفذت الكتيبة التاسعة من الجيش البريطاني عملية تطهير عرقي ضد القرية، حيث طُهرت القرية بالكامل.

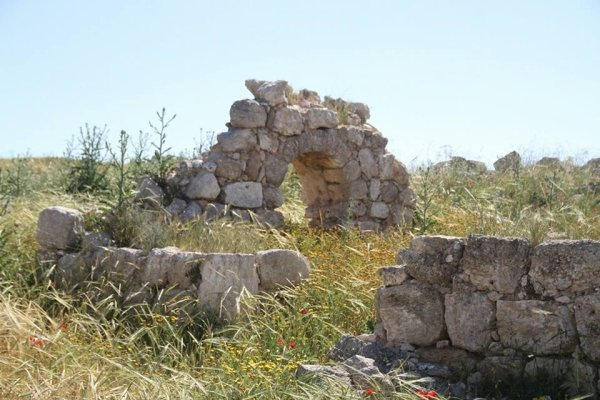
ام الشقف

## السكان
في عام 1948، بلغ عدد سكان قرية أم الشقف حوالي 800 نسمة. كانت القرية تضم مجموعة متنوعة من العائلات والعشائر التي تشكل نسيجها الاجتماعي، وكان من أبرزها عائلة أبو كته، البستنجي، الدراويش، والدرابيع. تميزت هذه العائلات بتقاليدها العريقة وروابطها الاجتماعية القوية التي أسهمت في استقرار القرية وازدهارها على مر العصور.
وقد عُرفت أم الشقف بموقعها الاستراتيجي بين الأراضي الخصبة التي تعزز من نشاطها الزراعي والتجاري، حيث اعتمد سكانها بشكل أساسي على الزراعة ومنها زراعة التين والزيتون والاشجار المثمرة وتربية المواشي لتوفير احتياجاتهم اليومية. ورغم قلة المدارس في تلك الفترة، إلا أن القرية كانت تضم العديد من العقول النيرة التي كانت تدير الحياة التعليمية والفكرية فيها، ما جعلها مجتمعًا نشطًا ومتماسكًا رغم التحديات التي واجهتها.

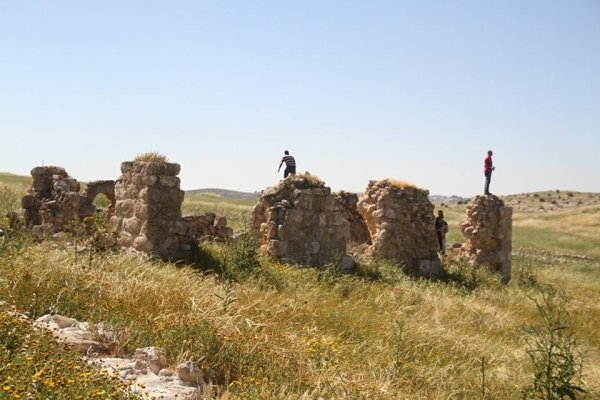
ام الشقف

مساهمات العائلات في الحياة اليومية بالقرية كانت لا تقتصر فقط على الزراعة، بل امتدت لتشمل العديد من النشاطات الاجتماعية التي أسهمت في تماسك المجتمع وتعاونه.

## التسمية
سميت قرية "أم الشقف" بهذا الاسم نسبة إلى قطع الفخار المنكسرة، والمعروفة في اللهجة الفلسطينية بـ"الشقف"، وذلك لكثرة الشقف الفخارية التي كانت تغطي المنطقة. حيث كانت المنطقة مليئة بمستوطنات قديمة تعود إلى العهد الكنعاني، مما جعلها مليئة بالآثار التاريخية والمغارات.

## الاثار
تتميز قرية أم الشقف بوجود العديد من المناطق الأثرية والمغارات التي تعود إلى العصور الرومانية، الكنعانية، والبيزنطية، مما يعكس التاريخ الغني والمتنوع لهذه المنطقة. كما تحتوي القرية على العديد من الآبار التاريخية التي حفرها سكانها في الماضي لتوفير مصدر مياه كان نادرًا في القرية. كان الأهالي يحفرون الآبار لتخزين مياه الأمطار واستخدامها في حياتهم اليومية، مما يظهر براعتهم في التكيف مع الظروف البيئية القاسية والقدرة على التعايش مع تحديات الطبيعة.
كانت فيها مدرسة ومطحنة وبعض المرافق الأخرى.